# Górska Autonomiczna Socjalistyczna Republika Radziecka
Górska Autonomiczna Socjalistyczna Republika Radziecka, Górska ASRR (ros. Горская Автономная Советская Социалистическая Республика) – republika autonomiczna w Związku Radzieckim, istniejąca w latach 1921–1924, wchodząca w skład Rosyjskiej Federacyjnej Socjalistycznej Republiki Radzieckiej.

## Położenie i obszar
Teren Górskiej ASRR obejmował górskie obszary środkowej części północnego Kaukazu, zamieszkane głównie przez Czeczenów, Inguszy, Osetyjczyków, Kabardyjców, Czerkiesów, Bałkarów i Karaczajów, tj. w przybliżeniu obszar dzisiejszych rosyjskich autonomicznych republik: Czeczenii, Inguszetii, Północnej Osetii-Alanii, Kabardo-Bałkarii i Karaczajo-Czerkiesji.
Terytorium republiki zajmowało obszar 73 tys. km², na którym żyło ok. 786 tys. osób (1921).
Stolicą republiki został Władykaukaz.

## Historia Górskiej ASRR

### Geneza
Górska ASRR została utworzona 20 stycznia 1921 r. Powołanie samorządnej jednostki terytorialnej, o dość szeroko zakrojonej autonomii miało spacyfikować powstańcze nastroje, jakie zapanowały na terenach tworzonej republiki w obliczu szerzącej się w Rosji anarchii i wojny domowej związanej z wybuchem rewolucji październikowej i przejmowaniem władzy przez bolszewików. W jej trakcie, w 1917 r. na części terenów późniejszej Górskiej ASRR oraz na terenie przyszłej Dagestańskiej ASRR wybuchło powstanie, w wyniku którego powołano tzw. Republikę Górską. Mimo iż władze radzieckie do 1920 rozbiły owo państwo i opanowały jego ziemie, wśród tamtejszej ludności nadal utrzymywała się silna wrogość do komunistów.
Aby zapewnić sobie poparcie dla władzy radzieckiej wśród mieszkańców północnego Kaukazu obiecano m.in. amnestię dla powstańców, zwrot ziemi skonfiskowanej za rządów carskich oraz szeroką autonomię wewnętrzną, obejmującą również wprowadzenie prawa koranicznego (szariatu). Było zatem jasne, iż programowo ateistyczne władze radzieckie nie zamierzały zbyt długo tolerować takiego tworu i jedynym celem, jaki przyświecał negocjującemu w imieniu władz bolszewickich ludowemu komisarzowi ds. narodowościowych Józefowi Stalinowi było czasowe zapewnienie pokoju na tych terenach.

### Funkcjonowanie i początek likwidacji
Postępująca stabilizacja władzy komunistów umożliwiła rozpoczęcie wycofywania się z ustaleń sprzecznych z programem politycznym bolszewików. Rozpoczęto zatem przygotowania do likwidacji republiki. Jakkolwiek bowiem dla realizacji celów bolszewików niekonieczne było zlikwidowanie republiki, a wystarczyłoby jedynie ograniczenie autonomii i wprowadzenie polityki walki z religią, to jednak obawiano się, iż w dłuższej perspektywie czasowej istniejąca jedność polityczno-administracyjna jej mieszkańców mogłaby doprowadzić do wybuchu zbrojnego powstania, jak to miało kilkakrotnie miejsce w przeszłości, zarówno w czasach caratu, jak i w czasie rewolucji. Ponadto pewną rolę w decyzji o stopniowym ograniczaniu znaczenia republiki mogła mieć też zasada tzw. korienizacji, tj. tworzenia odrębnych jednostek polityczno-administracyjnych dla poszczególnych mniejszości narodowych. Zasada ta w początkowym okresie istnienia ZSRR była bowiem dość konsekwentnie realizowana, zanim zastąpiła ją polityka stopniowej rusyfikacji.
Likwidację Górskiej ASRR rozpoczęto od wydzielania w jej obrębie narodowych obwodów autonomicznych: 
- Kabardyjskiego OA (1921 r.)
- Karaczajo-Czerkieskiego OA (1922 r.)
- Kabardyjsko-Bałkarskiego OA (1922 r.), powstałego z przekształcenia i powiększenia obszaru Kabardyjskiego AO
- Czeczeńskiego AO (1923 r.)

### Likwidacja
Już w 3 lata po powstaniu, 7 lipca 1924 r. republika została zlikwidowana, a wchodzące w jej skład narodowe obwody autonomiczne bez zmiany statusu zostały włączone bezpośrednio w skład Rosyjskiej FSRR. Z czasem większość z nich przekształcono w radzieckie republiki autonomiczne.
Wraz ze zlikwidowaniem Górskiej ASRR z części jej obszarów nie wschodzących dotąd do żadnego obwodu autonomicznego utworzono Północnoosetyjski i Inguski Obwód Autonomiczny.